# ریسندگی حلقه‌ای

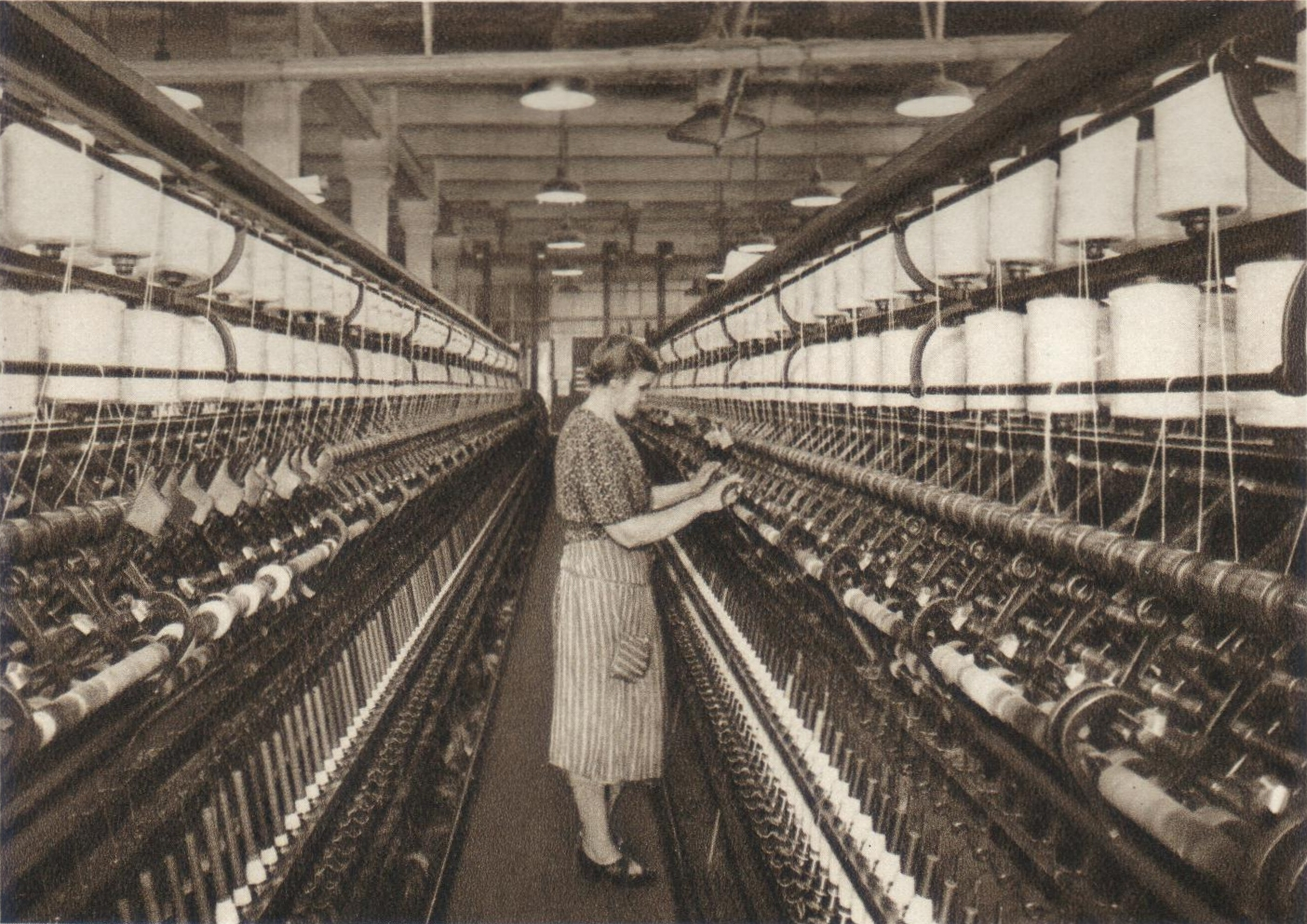
کارگاه ریسندگی حلقه‌ای در سال ۱۹۲۰ میلادی

ریسندگی حلقه‌ای روشی است بر پایه دوک نخ‌ریسی که الیافی مانند پنبه، کتان یا پشم را برای ساختن نخ مورد استفاده قرار می‌دهد. دستگاه ریسندگی حلقه‌ای از دستگاه ترستل (throstle frame) توسعه یافته است، که خود آن نیز از دستگاه چرخش آبی (water frame) آرک‌رایت (Arkwright) مشتق شده است. ریسندگی حلقه‌ای روشی پیوسته است، برخلاف ریسندگی با دستگاه مول (mule spinning) که روشی متناوب است. در ریسندگی حلقه‌ای،  الیاف ریسیده نشده ابتدا توسط غلطک‌ باریک‌تر می‌شود، سپس ریسیده شده و به دور یک دوک چرخان پیچیده می‌شود. این دوک درون یک حلقه‌ی چرخان مستقل قرار دارد.به‌طور سنتی، ریسندگی حلقه‌ای روشی است که فقط برای تولید نخ‌های ضخیم‌ استفاده می‌شدند و کارکردن با این دستگاه نیاز به نیروی کار نیمه‌ماهر دارد.

## تاریخچه

### دستگاه‌های اولیه

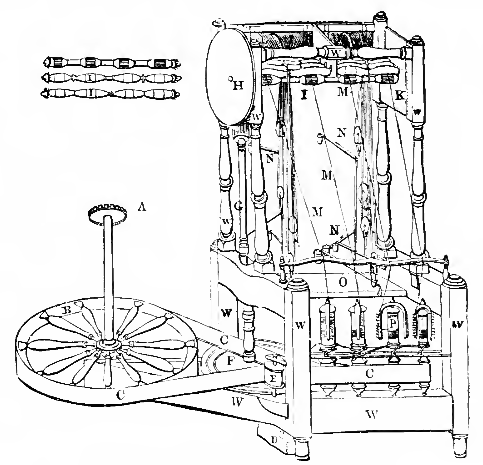
دستگاه ریسندگی آرک رایت(Arkwright)

دستگاه ساکسونی (Saxony wheel) نوعی چرخ ریسندگی پایی  با تسمه دوگانه بود. در این چرخ، دوک با نسبت ۸ به ۶ سریع‌تر از ترَوِلر  می‌چرخید و عمل کشش  توسط انگشتان ریسنده انجام می‌شد.
دستگاه واترفریم (Water Frame) توسط آرک‌ورایت در دهه ۱۷۷۰ توسعه یافت و ثبت اختراع شد. در این روش، توده ی الیاف  توسط غلتک‌های کششی کشیده (باریک‌تر) شده و سپس با پیچیده شدن به دور دوک، تاب داده می‌شد. این دستگاه سنگین و در مقیاس بزرگ بود و برای کارکردن آن نیاز به نیروی محرکه داشت که در اواخر قرن ۱۸  با استفاده از چرخ آبی بود. کارخانه‌های پنبه‌ریسی توسط آرک‌ورایت، جِدِدایِا استروت و دیگران در امتداد رودخانه دروِنت در داربی‌شایر برای این منظور طراحی شدند. دستگاه واترفریم فقط قادر به ریسیدن نخ پود (weft) بود.
دستگاه ترُستل (Throstle Frame) نسل بعدی دستگاه واترفریم بود. این دستگاه بر پایه همان اصول عمل می‌کرد ولی مهندسی بهتری داشت و با بخار کار می‌کرد. در سال ۱۸۲۸، دستگاه ترُستل دانفورث (Danforth Throstle Frame) در ایالات متحده اختراع شد. فِلایِر سنگین باعث لرزش دوک می‌شد و نخ هنگام توقف دستگاه به‌هم می‌پیچید (گره می‌خورد) که باعث شد این دستگاه موفق نباشد.
دستگاه رینگ‌فریم (Ring Frame) به جان ثورپ در رود آیلند در سال ۱۸۲۸ یا ۱۸۲۹ نسبت داده می‌شود و توسط آقای جنکس از پاوتاکت، در رود آیلند توسعه داده شد؛ کسی که ریچارد مارسدن او را مخترع این دستگاه می‌داند.

#### توسعه در ایالات متحده
در دهه ۱۸۳۰، کارگاه‌های تولید کننده‌ی ماشین‌آلات در ایالات متحده، آزمایش‌هایی را روی دستگاه های ریسندگی حلقه‌ای و اجزای آن انجام دادند. دستگاه   ریسندگی حلقه‌ایوابسته به بازاری بود که به آن خدمت ارائه می‌کرد، و این فناوری تا زمانی که شرکت‌های پیشرویی مانند Whitin Machine Works در دهه ۱۸۴۰ و Lowell Machine Shop در دهه ۱۸۵۰ شروع به تولید انبوه این دستگاه کردند، به‌طور جدی جایگاهی پیدا نکرد. در زمان جنگ داخلی آمریکا، صنعت نساجی این کشور شامل ۱۰۹۱ کارخانه با ۵٬۲۰۰٬۰۰۰ دوک بود که ۸۰۰٬۰۰۰ کپه پنبه را فرآوری می‌کردند. بزرگ‌ترین کارخانه، شرکت Naumkeag Steam Cotton Co در سیلم، ماساچوست با ۶۵٬۵۸۴ دوک فعالیت داشت. در آن زمان، اکثر کارخانه‌ها بین ۵٬۰۰۰ تا ۱۲٬۰۰۰ دوک داشتند، و دوک‌های مول (mule spindles) به نسبت دو برابر بیشتر از دوک‌های حلقه‌ای بودند.
پس از جنگ، ساخت کارخانه ها در جنوب آمریکا آغاز شد تا به عنوان راهی برای ایجاد اشتغال باشد. این کارخانه‌ها به طور کامل از فناوری حلقه‌ای برای تولید نخ‌های ضخیم استفاده می‌کردند، در حالی که کارخانه‌های نیوانگلند به سمت تولید نخ‌های ظریف رفتند.
در سال ۱۸۷۱، جاکوب ساویر (Jacob Sawyer) دوک حلقه‌ای را به‌طور چشمگیری بهبود بخشید؛ به‌طوری‌که سرعت آن از ۵۰۰۰ دور بر دقیقه به  ۷۵۰۰ دور بر دقیقه افزایش و  توانمصرفی دستگاه را کاهش داد؛ پیش‌تر برای ۱۰۰ دوک ۱ اسب بخارتوان مصرفی نیاز بود، ولی با طراحی او، ۱۲۵ دوک را  با همان توان مصرفی می‌شد راه‌اندازی کرد. این پیشرفت زمینه تولید نخ‌های ظریف را نیز فراهم کرد.

#### توسعه در اروپا
روش جدید ریسندگی حلقه‌ای با دستگاه self-acting mule مقایسه شد که توسط ریچارد رابرتز با بهره‌گیری از تکنیک‌های مهندسی پیشرفته در منچستر توسعه یافته بود. دستگاه ریسندگی حلقه‌ای برای نخ‌های ضخیم‌تر قابل استفاده بود، در حالی‌که در لانکاشر، نخ‌های ظریف با استفاده از دستگاه ریسندگی مول ریسیده می‌شدند. دستگاه ریسندگی حلقه‌ای سنگین‌تر بود و برای نصب آن نیاز به تغییرات ساختاری در ساختمان کارخانه‌ها و مصرف توان بیشتر وجود داشت. این موارد در صنعت پنبه‌ریسی نیوانگلند قبل از جنگ داخلی مشکلی ایجاد نمی‌کرد.
این فناوری پاسخی به مشکل نیوانگلند در یافتن ریسندگان ماهر بود؛ در حالی‌که در لانکاشر، نیروی کار ماهر فراوان بود. به طور کلی نیازهای این دو قارهم تفاوت بود و در آن زمان، دستگاه ریسندگی حلقه‌ای انتخاب اول اروپا محسوب نمی‌شد.

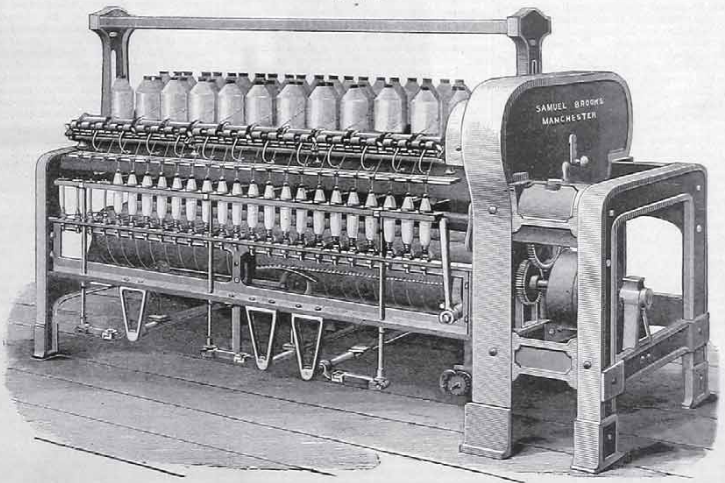
دستگاه ریسندگی بروکس و داکسی

آقای ساموئل بروکس از شرکت Brooks & Doxey در منچستر به کارایی روش ریسندگی حلقه‌ای معتقد بود. پس از  بررسی و جمع‌آوری اطلاعات درباره  روش ریسندگی حلقه‌ای توسط نماینده‌اش بلیکی (Blakey) در سفر به ایالات متحده، بروکس کار خود را بروی بهبود کارایی دستگاه ریسندگی حلقه‌ای آغاز کرد. در آن زمان، تکنولوژی این دستگاه هنوز بسیار ابتدایی بود و نمی‌توانست با دستگاه‌های مول که به خوبی توسعه یافته بودند رقابت کند، چه برسد به اینکه جایگزین آن‌ها شود.
او ابتدا به بهبود دستگاه دولاتاب (doubling frame) پرداخت و ابزار لازم برای تولید دقیق‌تر را ساخت. این بخش سودآور بود و ماشین‌آلاتی با ظرفیت ۱۸۰٬۰۰۰ دوک توسط یک تولیدکننده نخ خریداری شدند.
در ادامه، بروکس و دیگر تولیدکنندگان روی بهبود قاب حلقه‌ای(ring frame) دستگاه متمرکز شدند. مشکل اصلی در طراحی دوک بوث-ساویر (Booth-Sawyer) بود؛ بوبین به‌خوبی روی دوک نمی‌نشست و در سرعت‌های بالا به‌شدت می‌لرزید. شرکت Howard & Bullough از اکرینگتون از دوک Rabbeth استفاده کردند که این مشکل را حل کرد.
یکی دیگر از مشکلات، بادکردن نخ بود که باعث پیچش نامنظم نخ می‌شد. این مشکل توسط Furniss و Young از کارخانه Mellor Bottom Mill حل شد. آن‌ها یک حلقه باز به ریل حلقه متحرک اضافه کردند که نخ را کنترل می‌کرد و در نتیجه، امکان استفاده از یک traveller سبک‌تر را فراهم کرد که در سرعت‌های بالاتر نیز عملکرد داشت.همچنین مشکل جمع شدن پرز و کرک روی traveller که باعث پاره شدن نخ می‌شد، با دستگاهی به نام تمیزکننده تراولر (traveller cleaner) برطرف شد.
یکی از محدودیت‌ها، زمان تعویض بوبین‌ها بود. باید بیش از ۳۰۰ دوک تخلیه و بوبین‌های جدید جایگزین می‌شدند. در این مدت، دستگاه باید متوقف می‌ماند و این کار اغلب توسط پسرهای نوجوان انجام می‌شد. تا پایان تعویض بوبین‌ها، قاب حلقه‌ای بلااستفاده می‌ماند.
هارولد پارتینگتون (۱۹۰۶–۱۹۹۴) از چادرتون، انگلستان، در سپتامبر ۱۹۵۳ یک دستگاه خودکار برای تعویض بوبین‌ها به ثبت رساند.این دستگاه بوبین‌های پر شده را از دوک‌ها جدا کرده و بوبین‌های خالی را جای آن‌ها می‌گذاشت.بعدها، یک سیستم مکانیکی جدیدتر طراحی شد که به‌صورت یکپارچه با قاب حلقه‌ای نصب می‌شد و زمان تعویض بوبین را به ۳۰ تا ۳۵ ثانیه کاهش داد.

### تکنولوژی های جدید
- جستجو برای تکنیک‌های چرخشی سریع‌تر و مطمئن‌تر همچنان ادامه دارد. در سال 2005، یک مقاله دکترا در دانشگاه آبرن، آلاباما در مورد استفاده از شناوری مغناطیسی برای کاهش اصطکاک نوشته شد؛ روشی که ریسندگی حلقه‌ای مغناطیسی، نام دارد.
- ریسندگی انتهای باز در چکسلواکی در سالهای قبل از 1967 توسعه یافت. این نوع ریسندگی سیار سریعتر از ریسندگی حلقه‌ای بود و بسیاری از فرآیندهای آماده سازی را از بین برد. به زبان ساده، نخ در حال چرخش از یک نازل بیرون زده شد، و در هنگام خروج به الیاف شل دیگر در محفظه پشت قلاب شد. این روش اولین بار در مپل میل، اولدهام در  انگلستان معرفی شد.

## نحوه کارکرد دستگاه

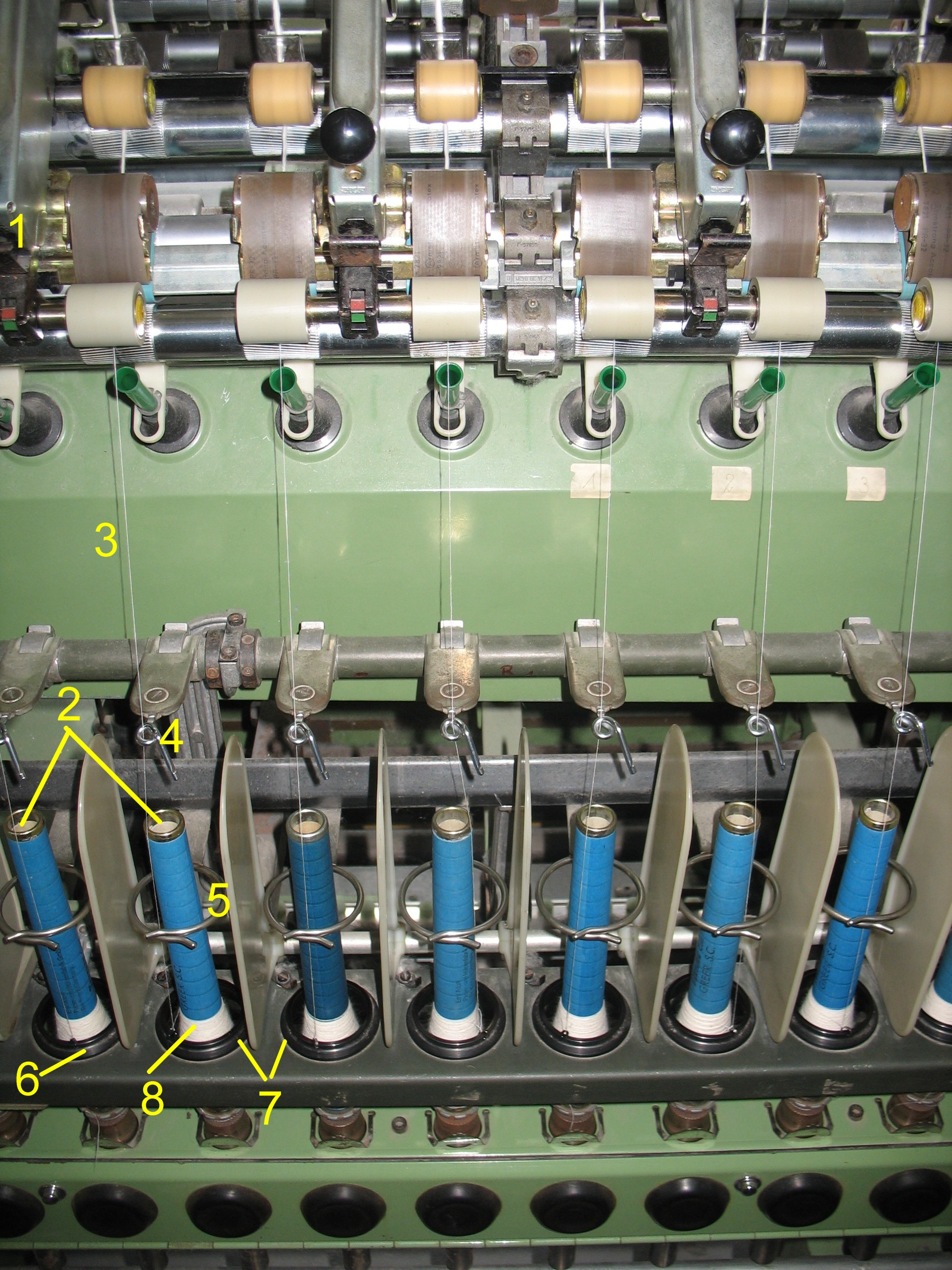
دستگاه امروزی ریسندگی حلقه‌ای

یک دستگاه رینگ فریم ابتدا از جنس چدن ، و بعدها از فولاد فشرده (pressed steel)ساخته شد. در هر طرف دستگاه، دوک‌ها (spindles) قرار دارند؛ در بالای آن‌ها، غلتک‌های کششی (drafting rollers) نصب شده‌اند، و در بالاترین قسمت، کریل (creel) قرار دارد که الیاف ریسیده نشده روی آن قرار می‌گیرند.  نخ ریسیده‌نشده است از بالای کریل به سمت پایین و به سمت غلطک های کششی حرکت می‌کند. در این بخش:
- غلتک عقب وظیفه تثبیت نخ ورودی را دارد،
- در حالی که غلطک جلو با سرعت بالاتری می‌چرخد و نخ را می‌کشد و الیاف را موازی‌تر می‌کند.

این غلتک‌ها به‌صورت جداگانه و مستقل قابل تنظیم هستند؛ در ابتدا با استفاده از اهرم‌ها و وزنه‌ها این کار انجام می‌شد.
نیم‌تاب کشیده‌شده سپس از درون یک راهنمای نخ (thread guide) عبور می‌کند که دقیقاً بالای دوک تنظیم می‌شود. این راهنما روی یک ریل نخ قرار دارد که امکان بالا رفتن یا کنار رفتن آن برای دوفتینگ (doffing) یا وصل کردن نخ پاره‌شده (piecing) را فراهم می‌کند.
نخ به سمت پایین و به مجموعه دوک‌ها می‌رود، جایی که از درون یک حلقه کوچک D‌شکل به نام تراولر (traveller) عبور می‌کند. تراولر بر روی حلقه‌ای حرکت می‌کند و همین ویژگی است که به این دستگاه، نام قاب حلقه‌ای را داده است. در اینجا نخ به نخ قبلی که روی دوک پیچیده شده، وصل می‌شود.

### عملکرد چرخشی:
- تراولر و دوک دارای محور مشترک هستند، اما با سرعت‌های متفاوتی می‌چرخند.
- دوک به‌صورت فعال (محرک) می‌چرخد، در حالی‌که تراولر عقب‌تر حرکت می‌کند و این اختلاف سرعت باعث می‌شود تا هم نخ به دور دوک پیچیده شود و هم به نخ تاب داده شود.
- بوبین روی دوک ثابت است.

در دستگاه‌های رینگ، این اختلاف سرعت به علت وجود نیروی اصطکاک و مقاومت هوا حاصل می‌شود، بنابراین روان‌کاری سطح تماس بین تراولر و حلقه کاملاً ضروری است.
سرعت چرخش دوک‌ها می‌تواند به ۲۵٬۰۰۰ دور در دقیقه برسد که در این حالت نخ ریسیده می‌شود. حرکت بالا و پایین ریل حلقه، نخ را در شکل دلخواه (یعنی یک کُپ یا cop) روی بوبین هدایت می‌کند. حرکت این بالا و پایین باید برای نخ‌های با ضخامت‌های مختلف تنظیم شود.

### فرایند دوفتینگ (Doffing - تعویض بوبین):
1. اپراتور (یا در سیستم‌های خودکار، ربات) ریل‌های حلقه را به پایین‌ترین حالت می‌آورد.
2. ماشین متوقف می‌شود.
3. راهنماهای نخ بالا زده می‌شوند.
4. بوبین‌های پر شده (نخ‌پیچی شده) از روی دوک‌ها جدا می‌شوند.
5. بوبین‌های خالی روی دوک‌ها قرار می‌گیرند به طوری که نخ بین آن و قسمت کاسه‌ای در پایه دوک گیر می‌افتد.
6. راهنماهای نخ پایین آورده می‌شوند و ماشین دوباره راه‌اندازی می‌شود.

در حال حاضر، تمام این فرآیندها به‌صورت خودکار انجام می‌شوند.
نخ ریسیده‌شده به سمت دستگاه کُن‌پیچی (cone winder) فرستاده می‌شود.

### شرکت‌های تولیدکننده دستگاه ریسندگی حلقه‌ای در حال حاضر:
- ریتر (سوئیس)
- تویوتا (ژاپن)
- زینسر (آلمان)
- مارزولی (ایتالیا)
- LMW (هند)

تمام این ماشین‌آلات نیازمند به شرایط جوی کنترل‌شده (کنترل دما و رطوبت) دارند.

## همچنین  ببینید
- کارخانه پنبه
- ماشین آلات پنبه ریسی
- چرخیدن
- چرخ نخ ریسی
- تولید نساجی